# Запорожский завод тяжёлого краностроения
ПАО «Запорожкран» — расположенное в городе Запорожье предприятие по выпуску мостовых, козловых и кранов спецназначения. Также предприятие занимается производством (без ремонта) подъёмного и такелажного оборудования, производством металлических конструкций, оптовой торговлей промышленным оборудованием.
«Запорожкран» изготавливает краны грузоподъёмностью от 5 до 1000 тонн, которые могут работать при температуре от −40 до +40 °C. Они зарекомендовали себя как на просторах Сибири и Украины, так и при влажном климате тропиков Вьетнама, Бангладеш, Индии.

## История предприятия

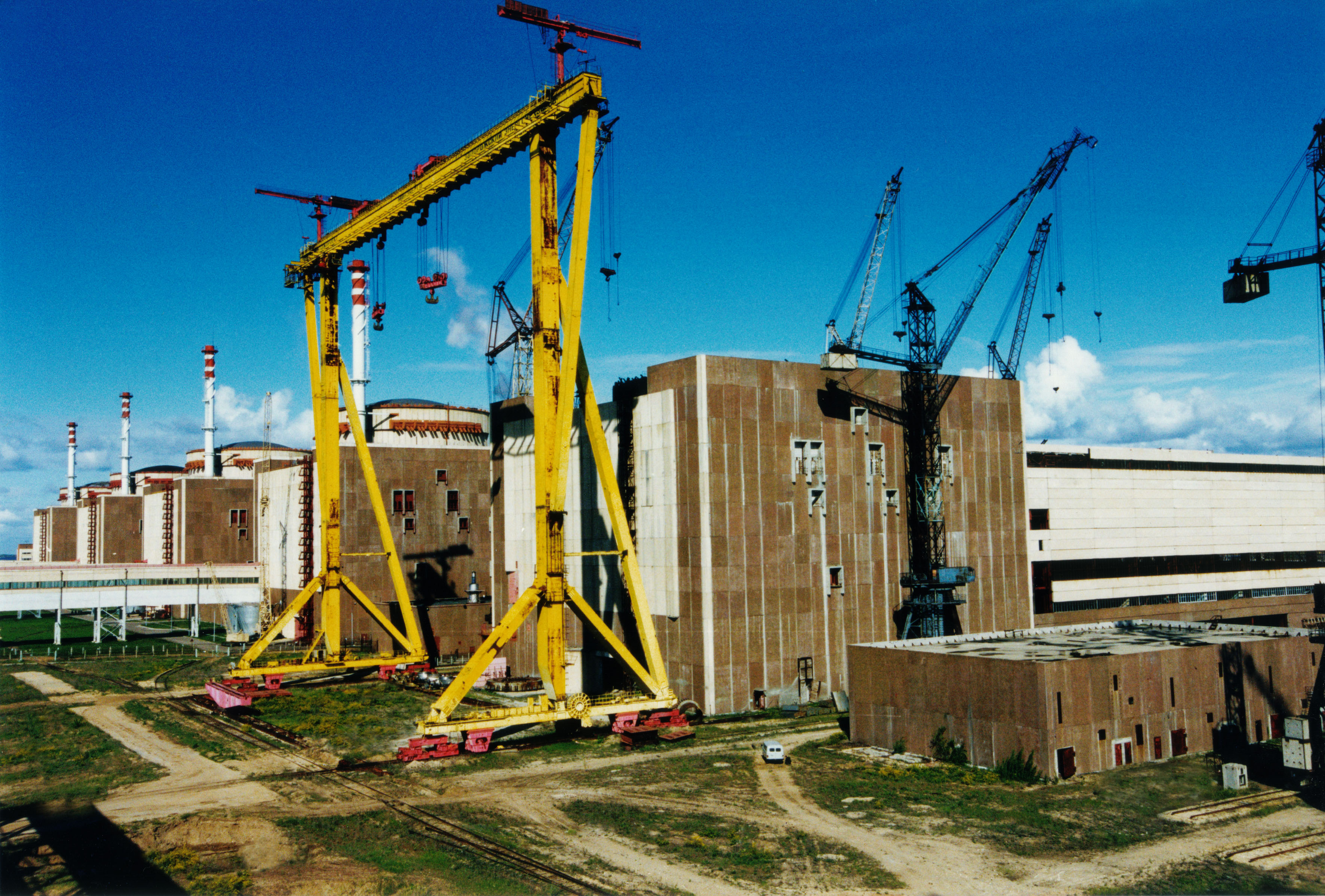
Уникальный кран К2х100/190/380 грузоподъёмностью 380 тонн, изготовленный заводом специально для строительства Балаковской АЭС. Кран до сих пор стоит у недостроенных V и VI энергоблоков.

### СССР
История завода тесно связана с историей создания крупного индустриального комплекса на берегах Днепра. Строительство металлургических гигантов, а также других предприятий энергетики и машиностроения невозможно было без использования грузоподъёмной техники.
В 1928 году совместным решением Запорожского горисполкома и Днепростроя создаются Центральные механические мастерские (ЦММ) — прообраз механического завода. Сначала эти мастерские были мало похожи на завод — длинные, приспособленные под производственные помещения, бараки. Первыми руководителями ЦММ были П. Ю. Бромериус, Л. Л. Копп а с 1929 года П. М. Лепихов. С его приходом начинается бурное развитие мастерских. Внедряются в действие чугунолитейный и кузнечный цеха. В 1930 году в ЦММ отремонтировано 30 паровозов, 11 мощных кранов, 9 экскаваторов, произведено 1250 тонн металлической арматуры.
В 1937 году ЦММ переименован в механический завод.
С началом Второй мировой войны предприятие эвакуировано в Ростов-на-Дону, перешло на выпуск военной продукции — мин и шасси для самолётов. 1944 год — возвращение в Запорожье и восстановление завода. Эти тяжелые годы выпали на долю директора Т. Е. Боргенко. Под его руководством в это время была построена кислородная станция, которая поставляла кислород не только механическому заводу но и Днепрострою.
В 1951 году вводится в действие цех металлоконструкций. 1953 год — начало серийного производства мостовых кранов. 1954 год — завершение реконструкции чугунолитейного и создание нового сталелитейного цехов.
В 1956 году завод получил новое название — Днепровский механический завод и с 50-х годов стал специализированным краностроительным предприятием, которое было подчинено Министерству энергетики и электрификации СССР.
С 1977 году назывался Запорожский энергомеханический завод. В советские времена — это ведущий завод по изготовлению грузоподъёмной техники для всех строек Советского Союза и дальнего зарубежья, гидро, тепловых и атомных электростанций. Ежегодно завод выпускал около 250—300 кранов различной грузоподъёмности и тысячи тонн сложных металлоконструкций.
В 1989 году «ЗЭМЗ» переведен на новую форму хозяйственных отношений — аренду, установлен новый порядок — выборы первого руководителя, а в 1995 году — завод становится закрытым акционерным обществом.

### Украина
В 1999 году предприятие приобрело современное название и изменило форму собственности, но не сферу деятельности.
Особое место в гамме выпускаемой продукции завода занимают контейнерные краны-перегружатели. Шпренгельная металлоконструкция, грузовая тележка с поворотным спредером, универсальность работы, как с 20-футовыми так и с 40-футовыми контейнерами позволяет использовать контейнерные краны с наибольшей эффективностью для железнодорожных, автомобильных и портовых контейнерных терминалов.
Угольные козловые грейферные перегружатели производительностью 700 т/ч успешно работают на Магнитогорском металлургическом комбинате.
С августа 2005 года основным акционером «Запорожкрана» является финская транснациональная корпорация Konecranes. За 4 года сотрудничества было модернизировано оборудование, с 2005 года завод втрое увеличил объёмы производства.

## Экология
Экологическое влияние предприятия небольшое — объёмы выбросов ПАО «Запорожкран» составляют менее 0,02 процента от общего по городу (без учёта парниковых газов). Выбросы загрязняющих веществ в атмосферу средней степени риска. Загрязняющими веществами, которые выбрасываются в атмосферный воздух являются: неметановые летучие органические соединения, оксид углерода, вещества в виде взвешенных твердых частиц, соединения азота, металлы и их соединения, метан, фтор и его парообразные и газообразные соединения. Объёмы выбросов от стационарных источников составили: в 2008 году — 31 тонну, в 2009 году — 23,911, в 2010 году — 26,357, в 2011 — 19,592 тонны.
Отходы производства, образующиеся на предприятии (отработанные шлифовальные круги, отходы, образующиеся в процессе сварки, пыль абразивная металлическая, отходы покрасочной камеры), а также коммунальные, строительные отходы размещаются на полигоне твердых бытовых отходов № 1 в соответствии с заключенным договором с ООО «Ремондис-Запорожье». Опасные отходы передаются специализированным организациям, металлическая стружка реализуется. За 2011 год на полигон ТБО № 1 вывезено 145 тонн отходов. Заслуживает внимания отказ от наиболее вредных производств — литейного производства чугуна и стали, данную продукцию решили покупать на других предприятиях.
Одним из успешных проектов стало строительство покрасочной камеры, которая позволила значительно сократить выбросы частиц краски в атмосферу, что особенно важно, поскольку цеха «Запорожкрана» находятся вблизи от жилой застройки.